# Gilbert Zoonekynd
Gilbert Zoonekynd, né le 4 octobre 1956 à Fort-Mardyck, est un footballeur français. Il a évolué au poste de milieu de terrain du début des années 1970 au milieu des années 1980, puis il s'est reconverti en entraîneur durant les années 1990. Il a notamment joué plus de 200 matchs avec l'USL Dunkerque entre 1973 et 1981.

## Biographie
Gilbert Zoonekynd fait ses débuts professionnels avec l'USL Dunkerque, club avec lequel il joue 220 matchs. En 1981, il part pour le Limoges FC, avant de rejoindre peu après le FC Gueugnon en 1983, et le FC Montceau en 1984. Il joue ensuite deux saisons avec le club amateur de l'US Boulogne.
Entre 1984 et 1986, en plus d'être joueur, il exerce la fonction d'entraîneur au sein de l'US Boulogne. Il dirige par la suite le centre de formation du FC Montceau Bourgogne (D2) de 1988 à 1989. Il entraine ensuite le club amateur Football club flérien de 1990 à 1992. Il entraine le CA Propriano de 1992 à 1993, et devient adjoint du FC Bourges (D2) de 1994 à 1995. Il devient adjoint du Stade athlétique spinalien (D2) avant de devenir l'entraineur principal de l'équipe de 1996 à 1997, mais ne parvient pas à éviter la relégation du club vosgien en troisième division, notamment à cause de nombreux départs. Après cette difficile expérience, il devient entraineur adjoint de l'Association sportive Beauvais Oise (D2) jusqu'en 1999. De 2000 à 2002, il est directeur de l'académie du Club Africain Tunis (D1 Tunisienne). Sous sa direction, l'académie gagne la coupe de Tunisie U14. Puis, il occupe ce même poste au Al Nasr Club Dubaï (D1 Émirats arabes unis) de 2002 à 2005 où il mène les U16 au titre national et à la victoire en coupe des Émirats. De 2006 à 2012, il est le directeur de la formation de l'US Boulogne (L2 puis L1). Il rejoint ensuite Tours (L2) et devient directeur de la formation du Tours FC. Sous sa direction, les U19 gagnent le titre de champion de France aux dépens d'Évian Thonon Gaillard. En 2014, il est nommé entraîneur adjoint du club tourangeau aux côtés d'Alexandre Dujeux, mais Zoonekynd devient entraîneur du club, vu que Dujeux n'a pas les diplômes requis ; en pratique, les deux hommes sont co-entraîneurs. Au terme de la saison, alors que les Tourangeaux sont maintenus en Ligue 2, il est remplacé par Marco Simone.
Le 27 mars 2017, il redevient l'entraîneur du Tours FC pour tenter de sauver le club de la relégation, ce qu'il parvient à accomplir. Le 15 octobre 2017, il est licencié.
En janvier 2019, Gilbert Zoonekynd est engagé comme entraîneur des U19 du Thonon Évian Football Club dont l'équipe première évolue en Régional 2 (7e niveau national) mais qui vise à se structurer et gravir les échelons des championnats nationaux.
En juillet 2019 il devient coordinateur sportif au Trélissac FC.